# Domingo Fontán
Domingo Fontán Rodríguez (Porta do Conde, Portas, 17 de abril de 1788 - Cuntis, 24 de octubre de 1866) fue un ilustrado, matemático, político y geógrafo español, conocido sobre todo por ser el autor del primer mapa topográfico y científico de Galicia.

## Biografía
Hijo de Rosendo Fontán Oliveira y de Sebastiana Rodríguez Blanco, Domingo Fontán fue el segundo de cinco hermanos: Andrés, Domingo, María Alberta, Gabriela y Rosalía.  Su padre y toda la familia de la rama Fontán es originaria de Briallos, parroquia de San Cristovo (San Cristóbal) de  Briallos (hoy Concello de Portas).
De su educación y de la de su hermano mayor Andrés se ocupó su tío materno, Sebastián Rodríguez Blanco, cura párroco de Noya. En dicha villa, durante los veranos, aprendió inglés y francés, a través de presbíteros emigrados de Francia tras la Revolución de 1789.
Pasó buena parte de su vida vinculado a la Universidad de Santiago de Compostela, donde comenzó los estudios de Filosofía con doce años, obteniendo el título en 1802, con catorce años; luego, tras estudiar la lengua hebrea y la Biblia se matriculó a lo largo de los años en Leyes y Cánones, Ciencias Exactas y Teología (título obtenido en 1809).
En 1811 comenzó su carrera docente como sustituto del catedrático de Retórica y Bellas Artes y durante el curso 1813-14 sustituyó al titular de la cátedra de Lógica y Metafísica. En 1811 fue profesor de francés e inglés en la Escuela Militar del VI Ejército, establecido en Santiago de Compostela, en el Colegio de San Clemente. El 2 de septiembre de 1813, obtuvo el título de licenciado en Filosofía, a la edad de veintiséis años.
El curso de 1813-1814 cursó clases de matemáticas con José Rodríguez González, quien le inspiró la idea de realizar la triangulación geodésica de Galicia, para levantar su carta geométrica. El 28 de septiembre de 1813 recibe título de licenciado en Artes y en el curso 1813-1814 sustituye la cátedra vacante de Lógica y Metafísica.
En 1814 fue denunciado por liberal, siendo absuelto por sentencia dictada por la Real Audiencia de Galicia el 3 de junio de 1815. El curso 1814-1815 sustituye a su maestro José Rodríguez González en la Cátedra de Matemáticas Sublimes, cursos que continuó impartiendo hasta 1818, año en que fue nombrado Presidente de la Academia de Filosofía.
En 1817 comenzó sus trabajos de medición para realizar la Carta Geométrica de Galicia, trabajo en el que invirtió diecisiete años y por el que es recordado hoy en día. En 1818 cubrió la Cátedra de Física Experimental. En junio de 1820 se incorporó a la secretaría de la Diputación Provincial de Galicia, con sede en La Coruña, presidida, primero, por Pedro Agar y, a partir de enero de 1821, por José María de Arce Calderón de la Barca.
En 1829 remite al Rey Fernando VII una memoria sobre los adelantos prácticos de su Carta Geométrica y el 6 de abril de ese año una Orden Real le encarga el trazado de todo el Plan de Carreteras de Galicia
En 1834 acabó los trabajos de la carta y se presentó oficialmente a la Reina Gobernadora, María Cristina de Borbón-Dos Sicilias, quién mandó imprimirla, si bien no se pudo realizar esta tarea hasta el año 1845 en París. Este fue el primer mapa realizado en España con métodos científicos y mediciones matemáticas.

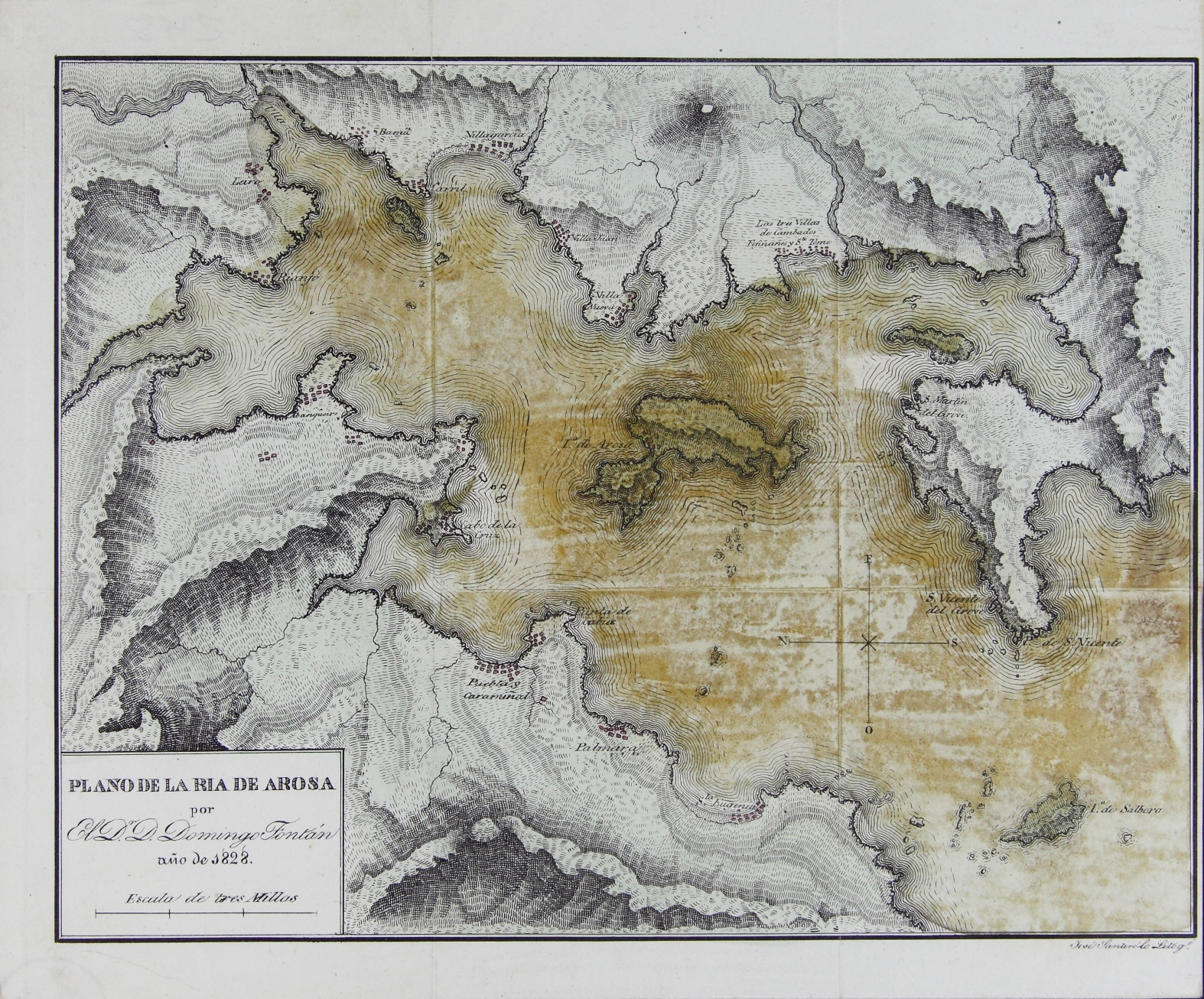
Plano de la Ría de Arosa
por
el D.^{r}D. Domingo Fontán
año de 1828.

Fue nombrado Catedrático de Geometría, Mecánica y Delineación, aplicaciones a las Artes, con destino a la Escuela especial de la Sociedad Económica de Santiago.
En 1834, también fue nombrado por la Reina Director del Observatorio Astronómico de Madrid.
Más tarde fue elegido diputado por el Partido Liberal Moderado por la provincia de Pontevedra en 1836, ocupando este puesto hasta 1843, año en el que se retiró. Fontán fue miembro de diferentes comisiones parlamentarias e intervino con frecuencia en los debates de los grandes temas de la política nacional.
Participó en la creación de la primera fábrica de papel de Galicia, construida en Lousame en 1810, y trabajó también en el diseño del trazado de la primera línea férrea de Galicia en 1863, que unió Santiago de Compostela con Carril, proyecto aprobado por las Cortes Españolas en 1861, y que no fue inaugurado hasta once
años después.
Está enterrado en el Panteón de Gallegos Ilustres, en la iglesia del convento de Santo Domingo de Bonaval, en Santiago de Compostela.

## Familia
En 1824 Domingo Fontán Rodríguez se casó con Manuela Ribas y Gómez (que acabará siendo «de la Riva»), hija de Pedro da Riba y Mª Carmen Gómez, en la parroquial de Santiago en La Coruña. Al árbol genealógico de Domingo Fontán pertenece Francisco Javier Moldes Fontán -a través de su madre Nélida Fontán Rodríguez- y sus hijos, entre ellos el escritor Diego Moldes.